# Геморрагическая лихорадка Эбола
Болезнь, вызванная вирусом Эбо́ла (БВВЭ, англ. Ebola virus disease, EVD), также известная как геморрагическая лихорадка Эбо́ла (англ. Ebola haemorrhagic fever, EHF, лат. Ebola febris haemorrhagica) — острая вирусная высококонтагиозная болезнь. Редкое, но крайне опасное заболевание. Вспышки эпидемии зафиксированы в Центральной и Западной Африке, летальность составляла от 25 до 90 % (в среднем 50 %).
Болезнь поражает только человека, некоторых приматов, а также парнокопытных (в частности, подтверждены случаи поражения свиней и дукеров).
Вакцина для защиты от вируса Эбола доступна в нескольких странах с конца 2019 — начала 2022 года.

## Описание
Вирус Эбола распространяется через кровь или жидкие выделения из организма больного либо умершего человека или животного. Заразиться можно не только при прямом контакте с больным, но и через предметы, недавно загрязнённые биологическими жидкостями. Распространение болезни через воздух между приматами, включая людей, не было зарегистрировано в лабораторных и естественных условиях.
Вирус может длительное время сохраняться в отдельных органах выздоровевшего человека и выделяться с физиологическими жидкостями. В течение 9 месяцев вирус может выделяться с молоком женщины, заболевшей во время лактации. У женщины, заболевшей во время беременности, вирус может сохраниться в активном виде в плаценте и эмбрионе до завершения беременности. У отдельных мужчин, перенёсших лихорадку Эбола, вирус выделяется в составе спермы в течение нескольких месяцев после выздоровления, при этом возможен половой путь передачи инфекции, либо через руки, загрязнённые спермой. Возможна, хотя и не подтверждена, передача вируса половым путём от женщины к мужчине.
Естественными носителями вируса Эбола являются крыланы (лат. Pteropodidae). Как полагают, они способны распространить вирус, будучи не затронуты им.
Малярия, тифоидная лихорадка (брюшной тиф), менингит и другие инфекционные заболевания могут напоминать лихорадку Эбола. Для подтверждения диагноза требуется лабораторное исследование.
Известны редкие случаи возобновления лихорадки у выздоровевшего человека в результате возросшей репликации вируса, оставшегося в каком-либо органе его тела.
Крупнейшая вспышка заболевания произошла в 2014—2016 годах в Западной Африке.

### Начало
Период времени между воздействием вируса и развитием симптомов (инкубационный период) составляет от 2 до 21 дня, а обычно от 4 до 10 дней. Однако последние оценки, основанные на математических моделях, предсказывают, что около 5 % случаев может занять более 21 дня для развития.
Симптомы обычно начинаются с внезапной стадии, подобной гриппу, характеризующейся чувством усталости, лихорадкой, слабостью, снижением аппетита, мышечной болью, болями в суставах, головной болью и болью в горле. Температура обычно выше 38,3 °C (101 °F). За этим часто следуют тошнота, рвота, диарея, боли в животе, а иногда и икота. Сочетание сильной рвоты и диареи часто приводит к сильному обезвоживанию. Далее может возникнуть одышка и боль в груди, а также отёки, головные боли и конфузия. Примерно в половине случаев на коже может развиться макулопапулярная сыпь, плоская красная область, покрытая мелкими шишками, через пять-семь дней после начала симптомов.

### Кровотечение
В некоторых случаях может произойти внутреннее и внешнее кровотечение. Риск кровотечений обычно повышается через пять-семь дней после начала болезни. У всех инфицированных снижается свёртываемость крови. Кровотечение из слизистых оболочек или из мест уколов игл зарегистрировано в 40-50 % случаев. Могут наблюдаться рвота кровью, кашель кровью, кровь в стуле. Кровоизлияния в кожу могут вызывать петехии, пурпуры, экхимозы или гематомы (особенно вокруг мест уколов). Также может произойти кровотечение в белки глаз. Сильные кровотечения — редкость, если они возникают, то, как правило, в желудочно-кишечном тракте. Частота кровотечений в желудочно-кишечном тракте уменьшилась за последние годы и в настоящее время оценивается приблизительно в 10 %, что связано с улучшенной профилактикой ДВС-синдрома (внутрисосудистой коагуляции).

### Исход болезни
Выздоровление может начаться между 7 и 14 днями после первых симптомов. Если же болезнь приводит к смерти, то она наступает, как правило, через 6—16 дней после появления симптомов, часто вследствие гиповолемического шока. В целом кровотечение часто свидетельствует о худшем прогнозе, а кровопотеря может привести к летальному исходу. Пациенты часто находятся в коме перед смертью.
Те, кто выживает, часто имеют продолжающуюся мышечную боль и боль в суставах, воспаление печени, снижение слуха, может быть продолжающаяся усталость, слабость, сниженный аппетит и трудности возвращения к предболезненному весу. Могут развиваться проблемы со зрением.
Выжившие вырабатывают антитела против Эболы в течение как минимум 10 лет, но неясно, обеспечивают ли они защиту от повторного заражения.

## История
Впервые вирус Эбола (EHF) идентифицирован в экваториальной провинции Судана и прилегающих районах Заира (сейчас Демократическая республика Конго) в 1976 году микробиологом Жан-Жаком Муембе-Тамфум. В Судане заболело 284 человека, из них умерло 151. В Заире — 318 (умерло 280).
Первоначально новое инфекционное заболевание называли «Ямбуку» по месту первичного выявления (город Ямбуку), но позже от этого названия было решено отказаться в силу имевшегося негативного исторического прецедента, когда население Нигерии стало негативно относиться к жителям города Ласса после открытия лихорадки Ласса. Было принято решение использовать при выборе названия рек, протекающих в районе заражения. Река Конго на тот момент уже была использована при названии геморрагической лихорадки Крым-Конго. В итоге было утверждено название «лихорадка Эбола» по названию реки Эбола, протекающей в окрестностях города Ямбуку («Эбола» в переводе с языка лингала означает «чёрная река»).

### Хронология вспышек болезни, вызванной вирусом Эбола
Информация о вспышках геморрагической лихорадки Эбола до 2014 г. приведена по данным центра контроля заболеваний США. Источники о более поздних случаях указаны отдельно.
| Год                            | Страна                                                                                             | Вид вируса                 | Случаи заболевания | Случаи смерти | Летальность |
| ------------------------------ | -------------------------------------------------------------------------------------------------- | -------------------------- | ------------------ | ------------- | ----------- |
| 2018 (май) — 23 июня 2020      | ДРК                                                                                                | Заирский эболавирус        | 3470               | 2270          | 65.4%       |
| 2017 (май — июль)              | ДРК                                                                                                | Заирский эболавирус        | 8                  | 4             | 50 %        |
| 2014 (апрель) - 2015 (декабрь) | Гвинея, Либерия, Сьерра-Леоне, Нигерия, Сенегал, ДРК, США, Великобритания, Испания, Мали, Италия . | Заирский эболавирус        | 27748              | 11279         | 41 %        |
| 2012                           | ДРК                                                                                                | Эболавирус Бундибугио      | 36                 | 13            | 36 %        |
| 2012 (июнь — октябрь)          | Уганда                                                                                             | Суданский эболавирус       | 11                 | 4             | 36 %        |
| 2011                           | Уганда                                                                                             | Суданский эболавирус       | 1                  | 1             | 100 %       |
| 2008                           | ДРК                                                                                                | Заирский эболавирус        | 32                 | 15            | 47 %        |
| 2008                           | Филиппины                                                                                          | Рестонский эболавирус      | 6                  | 0             | 0 %         |
| 2007                           | Уганда                                                                                             | Эболавирус Бундибугио      | 149                | 37            | 25 %        |
| 2007                           | ДРК                                                                                                | Заирский эболавирус        | 264                | 187           | 71 %        |
| 2005                           | Республика Конго                                                                                   | Заирский эболавирус        | 12                 | 10            | 83 %        |
| 2004                           | Россия                                                                                             | Заирский эболавирус        | 1                  | 1             | 100 %       |
| 2004                           | Судан                                                                                              | Суданский эболавирус       | 17                 | 7             | 41 %        |
| 2003 (ноябрь — декабрь)        | Республика Конго                                                                                   | Заирский эболавирус        | 35                 | 29            | 83 %        |
| 2002 (декабрь) — 2003 (апрель) | Республика Конго                                                                                   | Заирский эболавирус        | 143                | 128           | 90 %        |
| 2001—2002                      | Республика Конго                                                                                   | Заирский эболавирус        | 57                 | 43            | 75 %        |
| 2001—2002                      | Габон                                                                                              | Заирский эболавирус        | 65                 | 53            | 82 %        |
| 2000—2001                      | Уганда                                                                                             | Суданский эболавирус       | 425                | 224           | 53 %        |
| 1996                           | Россия                                                                                             | Заирский эболавирус        | 2                  | 2             | 100 %       |
| 1996                           | ЮАР                                                                                                | Заирский эболавирус        | 2                  | 1             | 50 %        |
| 1996 (июль — декабрь)          | Габон                                                                                              | Заирский эболавирус        | 60                 | 45            | 75 %        |
| 1996 (январь — апрель)         | Габон                                                                                              | Заирский эболавирус        | 31                 | 21            | 57 %        |
| 1995                           | ДРК                                                                                                | Заирский эболавирус        | 315                | 254           | 81 %        |
| 1994                           | Кот-д’Ивуар                                                                                        | Кот д’Ивуарский эболавирус | 1                  | 0             | 0 %         |
| 1994                           | Габон                                                                                              | Заирский эболавирус        | 52                 | 31            | 60 %        |
| 1990                           | США                                                                                                | Рестонский эболавирус      | 4                  | 0             | 0 %         |
| 1989—1990                      | Филиппины                                                                                          | Рестонский эболавирус      | 3                  | 0             | 0 %         |
| 1979                           | Судан                                                                                              | Суданский эболавирус       | 34                 | 22            | 65 %        |
| 1977                           | ДРК                                                                                                | Заирский эболавирус        | 1                  | 1             | 100 %       |
| 1976                           | Великобритания                                                                                     | Суданский эболавирус       | 1                  | 0             | 0 %         |
| 1976                           | Судан                                                                                              | Суданский эболавирус       | 284                | 151           | 53 %        |
| 1976                           | ДРК                                                                                                | Заирский эболавирус        | 318                | 280           | 88 %        |
| Всего                          | |                            | 33453              | 15070         | 45%         |

### События XXI века
- Вспышка в 2003 году в Этумби (Конго) унесла жизни 128 человек[33].
- Раз в несколько лет происходят вспышки в Конго и Уганде (Центральная Африка)[33][34]. Например, в июле 2012 года 14 человек скончались в Уганде в результате заражения вирусом[35].
- Крупная эпидемия лихорадки Эбола в Западной Африке (Гвинея, Сьерра-Леоне и Либерия) с февраля 2014 по декабрь 2015 года унесла жизни более 11 тысяч человек, общее число случаев заражения, включая предположительные и вероятные, более 27 тысяч человек[нет в источнике]. Зафиксированы единичные случаи болезни или подозрения на заболевание среди прилетавших из Западной Африки в другие страны: Нигерию[36], США, Англию, Германию, Канаду, Мали, Сенегал[37]. 8 августа 2014 года лихорадка Эбола была признана Всемирной организацией здравоохранения угрозой мирового масштаба[38].
- 12 августа 2014 года зафиксирован первый в Европе случай смерти от лихорадки Эбола — священника Мигеля Пахареса, доставленного в Испанию из Либерии[39]. Впоследствии вирус Эболы был диагностирован у медсестры Терезы Ромеро, входившей в состав медицинской комиссии, которая обследовала испанского священника. Ромеро стала первым человеком, заразившимся Эболой, за пределами Западной Африки[40].
- 9 мая 2015 года Либерия объявила об окончании эпидемии лихорадки Эбола в стране[41].
- В период с мая по июль в Западной Африке вирусом заразились 330 человек. Несмотря на то что Либерия заявила об окончании эпидемии в мае, к концу июня было выявлено шесть новых случаев заболеваний[42].
- С августа 2018 по 2019 г. — эпидемия в Демократической республике Конго. К декабрю 2019 умерли 2199 человек, выявлено около 3303 заболевших. В июле 2019 года ВОЗ назвала происходящее «чрезвычайной ситуацией в области общественного здравоохранения», в том числе из-за высокого риска распространения болезни за пределы ДРК (заболевшие есть в городе Гома, рядом с которым расположен руандийский город Гисеньи) и из-за отсутствия эффективных лекарств против этого вируса. Это вторая по числу пострадавших вспышка заболевания за всю историю наблюдений[43]. Ситуация осложнена гражданской войной, продолжающейся несколько десятилетий. Лечебницы около 200 раз подвергались атакам вооружённых групп[44]

За время конголезской эпидемии врачи провели клинические испытания двух новых лекарств. 12 августа 2019 г. ВОЗ и Национальный институт здравоохранения США объявили об их успехе. Применение экспериментальных лекарств при лечении лихорадки Эбола снижает смертность с 50 % до 27 % (препарат REGN-EB3) и 34 % (препарат mAb114), а при раннем применении выживаемость пациентов достигла 90 %, и эти лекарства уже стали предлагать для массового применения. Работа врачей затруднена тем, что им пришлось работать в зоне боевых действий. Из-за нападений на лечебные центры с жертвами среди пациентов и персонала клинические испытания были завершены досрочно.

### Случаи заражения при лабораторной контаминации
Известно четыре случая заболевания, связанных с лабораторной контаминацией. Во всех случаях заражался один человек. Первый инцидент произошёл в Великобритании в 1976 году (пациент выжил), один случай произошёл в Кот-д’Ивуаре в 1994 году (пациент выжил), два случая произошло в России:
- В 1996 году умерла лаборантка вирусологического центра НИИ микробиологии МО РФ в Сергиевом Посаде, которая заразилась вирусом Эбола по неосторожности, уколов себе палец, когда делала инъекции кроликам[47].
- 19 мая 2004 года от лихорадки Эбола умерла Антонина Преснякова, 46-летняя старшая лаборантка отдела особо опасных вирусных инфекций НИИ молекулярной биологии Государственного научного центра вирусологии и биотехнологии «Вектор» (пос. Кольцово, Новосибирская область). Как было установлено, 5 мая 2004 года лаборантка проколола себе кожу при проведении инъекций подопытным морским свинкам[48].

## Этиология
По своим морфологическим свойствам вирус сходен с вирусом Марбург (Marburgvirus), но отличается в антигенном отношении. Оба этих вируса относятся к семейству филовирусов (Filoviridae). Род Эболавирус (Ebolavirus) включает шесть видов: суданский, заирский, кот-д’ивуарский, рестонский, бомбальский, а также бундибугио. Человека поражают 4 вида. Для рестонского вида характерно бессимптомное течение. Считается, что естественные резервуары вируса находятся в экваториальных африканских лесах.

## Эпидемиология
Путешественникам, посещающим регионы, где зафиксированы вспышки болезни, рекомендуется соблюдать гигиену, избегать контактов с кровью и любыми человеческими выделениями, а также выделениями приматов.
Передача вируса происходит через слизистые оболочки, а также микротравмы кожи, попадая в кровь и лимфу как животных, так и человека. Вирус не может передаваться воздушно-капельным путём.
Полагают, что вирус Эбола передаётся при контакте с жидкостями организма инфицированного животного. От человека к человеку передача может происходить через прямой контакт с кровью или биологическими жидкостями инфицированного человека (в том числе умершего или бальзамированного) или при контакте с загрязнённым медицинским оборудованием, в частности иглами и шприцами. Погребальные обряды, при которых присутствующие на похоронах люди имеют прямой контакт с телом умершего, могут играть значительную роль в передаче вируса Эбола, потому что умерший в течение пятидесяти дней может представлять опасность. Потенциал для широкого распространения инфекции считается низким, потому что болезнь передаётся только при непосредственном контакте с выделениями тех, кто инфицирован. В течение двух недель после выздоровления возможна передача вируса через сперму.
Задокументирована передача от горилл, шимпанзе, плотоядных летучих мышей, лесных антилоп, дикобразов и дукеров. Важную роль в распространении инфекции играют грызуны, именно в популяциях грызунов вирус циркулирует, лишь изредка переходя на человека в результате зоонозa. Высокая летальность вируса не позволяет инфекции принять характер пандемии.
В Кот-д’Ивуаре, Республике Конго и Габоне документально подтверждены случаи инфицирования людей вирусом Эбола в результате контакта с инфицированными шимпанзе, гориллами и лесными антилопами, как мёртвыми, так и живыми. Получены также сообщения о передаче Рестонского эболавируса при общении с макаками-крабоедами.
Медицинские работники, которые не носят соответствующую защитную одежду, также подвергаются опасности заболеть во время контакта с пациентами при отсутствии соответствующих мер инфекционного контроля и надлежащих барьерных методов ухода. В прошлом вспышки заболевания происходили из-за того, что в африканских больницах отсутствовали универсальные меры предосторожности и повторно использовались иглы.
Есть неподтверждённая версия, что основными носителями вируса являются «большие летучие мыши, питающиеся фруктами» (профессор Жан-Жак Муэмбе). Существует предположение, что причины распространения болезни могут быть связаны с сокращением площади лесов (основного местообитания летучих мышей).

## Патогенез
Воротами инфекции являются слизистые оболочки респираторного тракта и микротравмы кожи. На месте ворот видимых изменений не наблюдается.
Характерна быстрая генерализация инфекции с развитием общей интоксикации и ДВС-синдрома. В целом патогенез аналогичен другим геморрагическим лихорадкам, отличаясь от них лишь в скорости развития. В районах эндемичности при обследовании у 7 % населения обнаружены антитела к вирусу Эбола. Можно предположить, что возможно лёгкое, или даже бессимптомное, протекание болезни.
Также существуют сведения о возможности бесконтактного заражения. Канадским учёным впервые удалось зафиксировать бесконтактную передачу вируса Эбола в экспериментах на животных, исследование провела группа специалистов под руководством Гэри Кобинджера (Gary Kobinger) из Университета Манитобы.
Уже в первые часы после заражения блокируется система комплемента. Также одними из первых целей являются моноциты и макрофаги.

## Симптомы
Инкубационный период — от 2 до 21 дня. Различная тяжесть болезни и частота летальных исходов при эпидемических вспышках в различных регионах связаны с биологическими и антигенными различиями выделенных штаммов вируса. Заболевание начинается остро, с сильной слабости, сильной головной боли, болей в мышцах, диареи, болей в животе. Позднее появляется сухой кашель и колющие боли в области грудной клетки, развивается обезвоживание организма, рвота, появляется геморрагическая сыпь (примерно у 50 % заболевших), вместе со снижением функционирования печени и почек. В 40-50 % случаев начинаются кровотечения из желудочно-кишечного тракта, носа, влагалища и дёсен.
Сильные кровотечения случаются редко и, как правило, связаны с желудочно-кишечным трактом. Развитие кровотечений зачастую указывает на неблагоприятный прогноз.
Если заражённый человек не выздоравливает в течение 7—16 дней после первых симптомов, то возрастает вероятность смертельного исхода.
При исследовании крови отмечается нейтрофильный лейкоцитоз, тромбоцитопения, анемия. Смерть наступает обычно на второй неделе болезни на фоне кровотечений и шока.
До кровоточащей фазы клинические симптомы болезни похожи на лихорадку Марбург, малярию и другие тропические лихорадки.

## Диагностика
Распознавание основывается на эпидемиологических предпосылках (пребывание в эндемичной местности, контакты с больными и др.) и характерной клинической симптоматике. Специализированные лабораторные тесты регистрируют определённые антигены и/или гены вируса. Антитела к вирусу могут быть определены, и вирус может быть изолирован в клеточной культуре. Тестирование образцов крови связано с большим риском заражения и должно проводиться при максимальном уровне биологической защиты. Новые разработки в технике диагностики включают неинвазивные методы диагноза (с использованием образцов слюны и мочи).

## Профилактика
Для профилактики заболевания лихорадкой Эболы используются гигиенические и противоэпидемические меры: защитная одежда при контакте с дикими животными, тепловая обработка мяса и крови животных, изоляция больных (снижение контактов здоровых с больными), безопасное захоронение трупов, безопасный секс и личная гигиена, наблюдение за беременностью и предотвращение передачи вируса новорождённым.

### Вакцины
На середину 2019 года только одна вакцина против лихорадки Эбола имела доказанную эффективность и безопасность на международном уровне — rVSV-ZEBOV. На тот момент в мире существовали ещё две зарегистрированные в разных странах вакцины —  Ad5-EBOV (разработана и лицензирована в Китае) и rVSV/Ad5 (разработана и временно лицензирована в России). Также разрабатываются перспективные вакцины Ad26.ZEBOV/MVA-BN-Filo (компания Janssen) и rVSV-ZEBOV (компания Merck).
Все разрабатываемые и испытываемые вакцины против лихорадки Эболы — векторные. В них использованы вирусные векторы на базе вируса везикулярного стоматита (VSV), аденовирусов человека пятого (Ad5) и 26 (Ad26) типов, аденовируса шимпанзе третьего типа (ChAd3) и модифицированная вакцина Анкара (MVA).
Разработка вакцины против лихорадки Эбола осложнена тем, что это заболевание вызывают четыре разных вида вирусов, хотя и принадлежащие к одному роду. Кроме того, есть сложности в получении актуальных образцов вируса.
Вакцина rVSV-ZEBOV от лихорадки Эбола, разработанная Merck, получила временную регистрацию Европейского агентства по лекарственным средствам (ЕМА) в октябре 2019 года, а постоянное разрешение для применения этой вакцины в Европейском союзе было выдано в ноябре 2019 года. С марта 2020 года эта вакцина также зарегистрирована в США.
Корпорация Johnson & Johnson с конца 2019 года проводила клинические испытания двухкомпонентной вакцины в Демократической республике Конго. Компоненты вакцины — AdVac (Ad26.ZEBOV), разработка Janssen Pharmaceutical, фармацевтического предприятия корпорации Johnson & Johnson, и MVA-BN (MVA-BN-Filo), разработка биотехнологической компании Bavarian Nordic.
После успешного завершения клинических испытаний, Европейское медицинское агентство в 2020 году рекомендовало зарегистрировать эту вакцину в Европейском союзе.
США
С 2012 года исследования по разработке вакцины финансировались министерством обороны и Национальным институтом здравоохранения в США, опасавшимися, что данный вирус может быть использован для создания биологического оружия. Благодаря данному финансированию, несколько небольших фармакологических компаний разработали свои прототипы вакцины, которые успешно прошли испытания на животных. Две компании, Sarepta и Tekmira, испытали прототипы вакцины на человеке.
Вирусолог из Института инфекционных заболеваний армии США Джин Олингер сообщил, что при текущем уровне финансирования вакцина может быть получена только через 5-7 лет. В августе 2012 года министерство обороны США заявило, что приостанавливает дальнейшее финансирование разработки вакцины из-за «финансовых трудностей». Окончательное решение по возобновлению или полному прекращению финансирования этих исследований должно было быть принято в сентябре 2012 года. Учёные, разрабатывающие вакцину, сообщили, что в случае отказа министерства обороны США от дальнейшего финансирования исследований вакцина от лихорадки Эбола может быть так никогда и не создана.
13 августа 2014 года учёные из Медицинской школы Вашингтонского университета в Сент-Луисе, работавшие в сотрудничестве с исследователями Юго-западного медицинского центра Техасского университета и другими специалистами, объявили о том, что им удалось подробно изучить механизм, посредством которого вирус Эбола подрывает работу иммунной системы. О результатах своих изысканий исследователи рассказали в статье, опубликованной в журнале Cell Host and Microbe.
В июле 2015 года ВОЗ сообщила об успешных тестах эффективной вакцины против лихорадки Эбола. Вакцину векторного типа rVSV-ZEBOV, разработанную американской фармацевтической компанией Merck & Co., проверяли в Гвинее на 4 тысячах добровольцах и по кольцевому методу. В 2020 году эта вакцина, получившая коммерческое название «Ervebo», одобрена для вакцинации лиц старше 18 лет американским Управлением по санитарному надзору за качеством пищевых продуктов и медикаментов (FDA).
Россия
В 1980—1990 годы вирус изучали советские и российские военные вирусологи. В лабораториях Вирусологического центра Научно-исследовательского института микробиологии Министерства обороны России было создано средство экстренной профилактики — иммуноглобулин, который позволял сохранить жизнь инфицированного. Генерал-майор медицинской службы Александр Махлай, директор института с 1990-го по 1999-й год, за эту разработку получил звание Героя России. В 1990-х препарат вводили четырём заразившимся вирусом учёным, которые выжили. В 2004 году препарат вводили старшей лаборантке ГНЦ ВБ «Вектор» Антонине Пресняковой, заразившейся вирусом в результате несчастного случая, однако, несмотря на то, что препарат был введён ещё до заражения и после него спустя 3 часа и 40 минут, через 14 дней она скончалась.
Учёные ФНИЦ эпидемиологии и микробиологии имени Н. Ф. Гамалеи разработали векторную вакцину для профилактики лихорадки Эболы. В конце 2015 года вакцина была зарегистрирована в России. В Гвинее в рамках клинических испытаний в 2018 году была произведена вакцинация 2 тысяч человек препаратом «ГамЭвак-Комби». ВОЗ в июле 2019 начала предварительное рассмотрение этой вакцины, однако на этот момент были доступны лишь данные об иммуногенности вакцины, полученные в ходе I и II фаз клинических испытаний, включая исследования на африканских популяциях, как и для вакцины  Ad26.ZEBOV/MVA-BN-Filo разработки Janssen.
С начала 2000-х над созданием вакцины работают учёные из Государственного научного центра вирусных биотехнологий «Вектор» в наукограде Кольцово в Новосибирской области. 26 марта 2018 года в Государственном реестре лекарственных средств был зарегистрирован препарат «ЭпиВакЭбола», разработанный в научном центре. Препарат является полиэпитопной вакциной, собранной из белков. Внедрение вакцины было приостановлено из-за прекращения финансирования.
В начале 2019 года российский вирусологический центр «Вектор» заявил, что отечественная вакцина готова к использованию и прошла регистрацию в Минздраве РФ. В конце 2019 года к клиническим испытаниям готовы две российские вакцины: векторовская «ЭпиВакЭбола» и вакцина московского НМИЦ «НИИ эпидемиологии и микробиологии им. Н. Ф. Гамалеи» Минздрава России.

## Лечение
На начало 2020 года специфического медикаментозного лечения лихорадки Эбола не было.
В 2014 году учёные из США и Канады успешно испытали препарат ZMapp на обезьянах, но эффективность его для людей ещё предстоит доказать в клинических испытаниях. К 2015 году это лекарственное средство прошло доклиническую фазу исследований.
За больными лихорадкой Эбола требуется интенсивный уход: в случае обезвоживания — внутривенные вливания и оральная регидратация растворами, содержащими электролиты. По информации профессора НИИ вирусологии имени Д. И. Ивановского РАМН Михаила Щелканова, для лечения болезни требуется проводить симптоматическую терапию, дезинфекционную терапию, дыхательную поддержку, гемостатическую терапию и использовать антисыворотки, что позволяет вылечить не менее 90% пациентов стационара.
В конце 2020 года FDA разрешило к применению в США для лечения заирской лихорадки Эбола два моноклональных антитела — инмазеб (англ. Inmazeb) и эбанга Ebanga).

### Препараты без доказанной эффективности
Существует множество шарлатанских методов лечения лихорадки Эболы. Среди них «Наносеребро» (англ. Nano silver), змеиный яд, витамин C и растительные средства. Эти вещества рекламируются и продаются в интернете как средства против лихорадки Эболы, однако они не являются лекарствами против этого заболевания и бесполезны для борьбы с ним. FDA США предупреждает потребителей, что предлагаемое разными сайтами лечение опасно.
Favipiravir («Фавипиравир») разработан японской компанией Toyama Chemical, прошёл испытание на крысах, однако клиническое исследование, проведённое в Гвинее, из-за методологических ошибок не может служить доказательством эффективности препарата.

## Последствия болезни
В ходе исследования, в котором приняли участие жители Сьерра-Леоне, Гвинеи и Либерии, победившие вирус Эбола, было выявлено, что последствиями заболевания могут быть проблемы с суставами и глазами (что может привести к потере зрения). Также у пациентов наблюдались повышенная утомляемость, проблемы с концентрацией, депрессия, головные боли и посттравматическое расстройство.
Переболевшие получают достаточно стойкий иммунитет, частота повторных случаев заболевания не превышает 5 %.

## Комментарии
1. ↑  В некоторых источниках указано ударение на первый слог: Э́бола[4][5].
2. 1 2  Только подтверждённые случаи.
3. 1 2 3  Бессимптомно
4. 1 2 3 4  Лабораторная контаминация